# Ganzaga
Ganzaga (en euskera y oficialmente Gantzaga) es una anteiglesia del municipio de Aramayona, en la provincia de Álava.

## Historia
Hacia mediados del siglo XIX, el lugar, ya por entonces perteneciente a Aramayona, tenía contabilizada una población de 80 habitantes. Aparece descrito en el octavo volumen del Diccionario geográfico-estadístico-histórico de España y sus posesiones de Ultramar de Pascual Madoz con las siguientes palabras:

GANZAGA: l. del ayunt. de Aramayona (3/4), en la prov. de Alava, part. jud. de Vitoria (5), c. g. de las Provincias Vascongadas, aud. terr. de Burgos, dióc. de Calahorra: sit. en terreno elevado, desigual y costanero al NO. del centro del valle que da nombre á su ayunt. y hermandad; clima frio y sano. Tiene 12 casas dispersas en cas.; igl. parr. (San Millan), servida por un cura y beneficiado perpetuo, de patronato activo y pasivo del ordinario, y por un sacristan secular; para beber y demas usos domésticos se surten de varias fuentes que brotan en su térm. Confina N. Echaguen; E. Arrejola; S. Uribarri, y O. el monte de Albina. El terreno es de mediana calidad, y participa de monte y llano. Los caminos son locales. El correo se recibe en Ibarra, cap. del ayunt. (V.) prod.: trigo, maiz y legumbres; cria toda clase de ganado, y abunda la caza. pobl.: 14 vec., 80 alm. contr. con su ayunt. (V.).
(Madoz, 1847, p. 304)

En 2022, tenía empadronados veintiséis habitantes.

## Demografía
| Gráfica de evolución demográfica de Ganzaga entre 2000 y 2017 |
|                                                               |
| Población de derecho según los censos de población del INE.   |

## Patrimonio

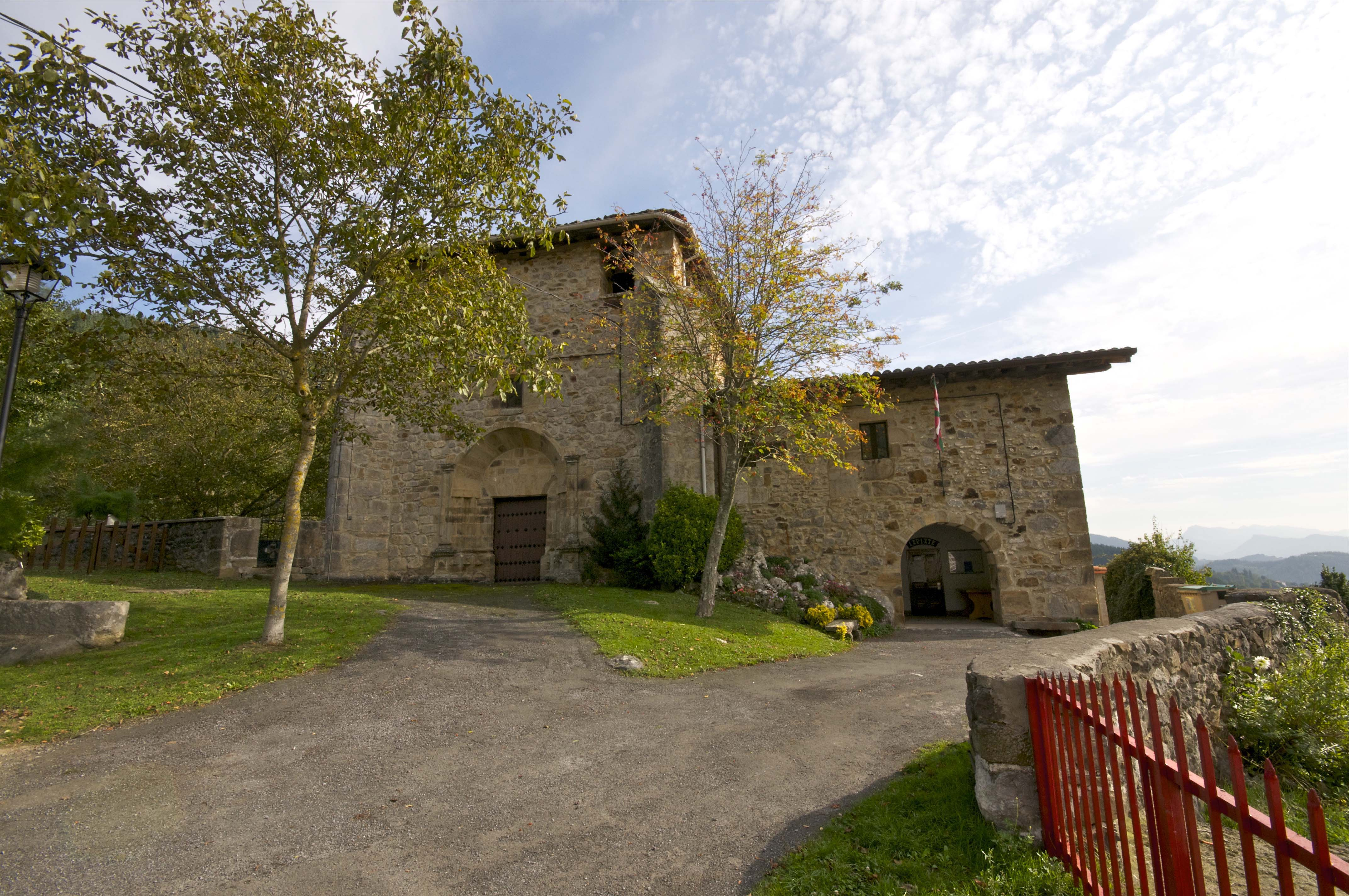
Vista de la iglesia de San Millán

Hay en el lugar una iglesia de San Millán.